# Błyskoporek szczotkowaty

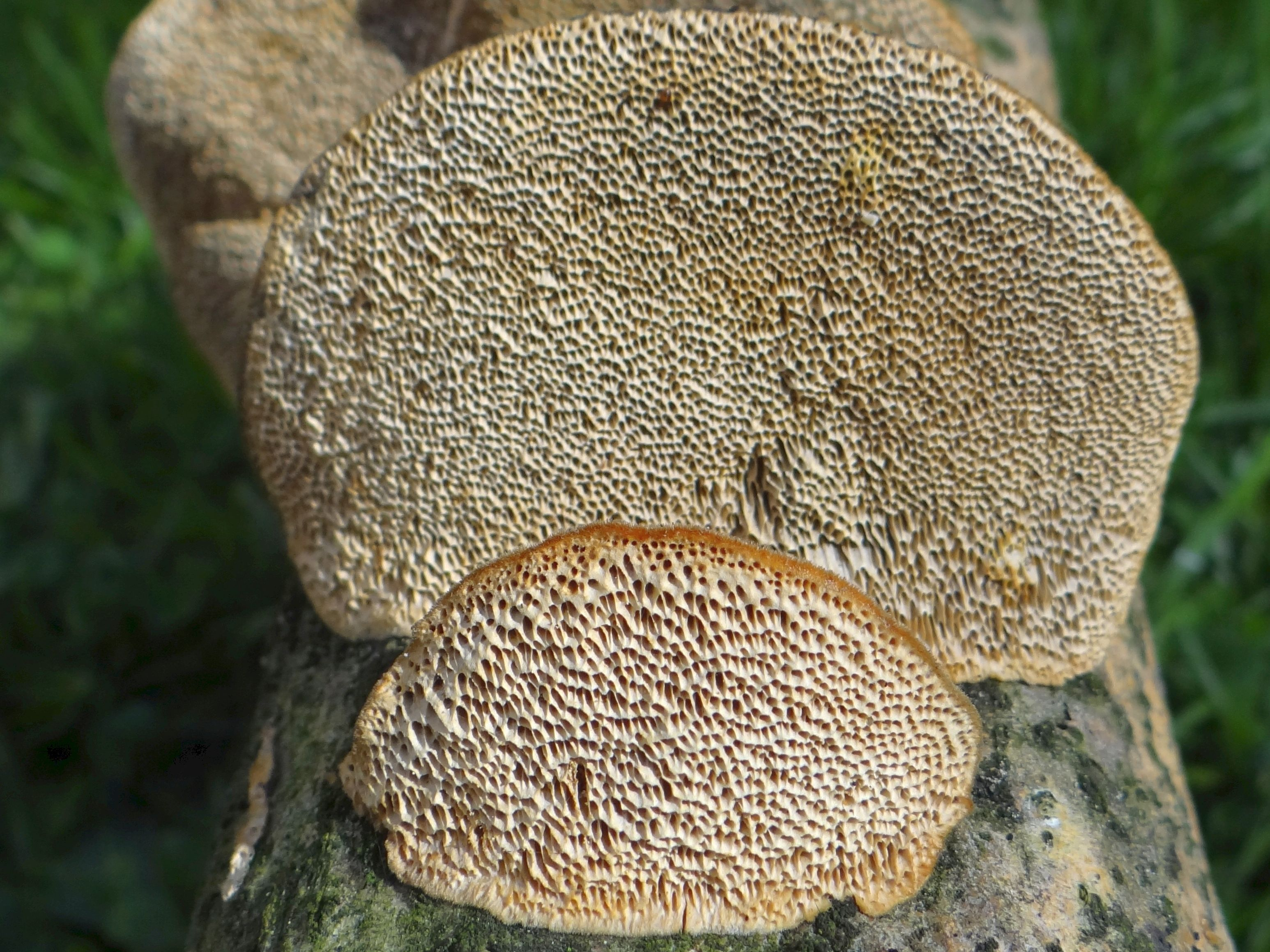

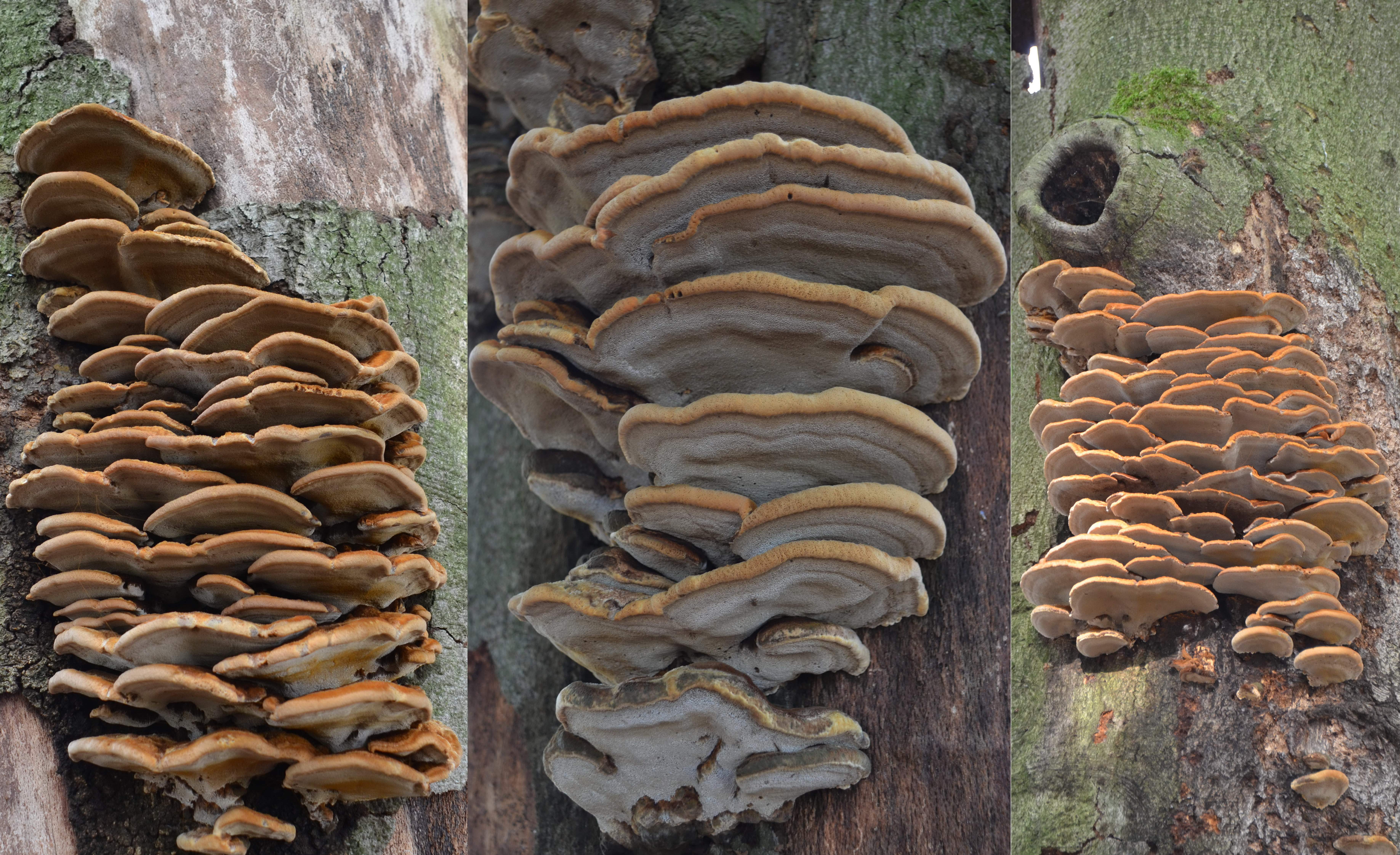

Błyskoporek szczotkowaty, włóknouszek szczotkowaty (Inonotus hispidus (Bull.) P. Karst.) – gatunek grzybów z rzędu szczeciniakowców (Hymenochaetaceae).

## Systematyka i nazewnictwo
Pozycja w klasyfikacji według Index Fungorum: Inonotus, Hymenochaetaceae, Hymenochaetales, Agaricomycetidae, Agaricomycetes, Agaricomycotina, Basidiomycota, Fungi.
Takson ten w 1784 r. opisał Jean Baptiste François Pierre Bulliard, nadając mu nazwę Boletus hispidus. Później zaliczany był do różnych rodzajów. Obecną, uznaną przez Index Fungorum nazwę nadał mu Petter Adolf Karsten w 1879 r. Ma 26 synonimów. Niektóre z nich:
- Inonotus tinctorius (Quél.) S. Ahmad 1972
- Xanthochrous hispidus (Bull.) Pat. 1897

Maciej Orłoś w 1951 r. opisywał go pod nazwą żagiew szczotkowata, Stanisław Domański w 1967 jako włóknouszka szczotkowatego. Władysław Wojewoda w 2003 r. obydwie nazwy uznał za nieodpowiednie i zaproponował nazwę błyskoporek szczotkowaty.

## Morfologia
Owocniki
Jednoroczne, do podłoża przyrośnięte bokiem, występujące pojedynczo lub dachówkowato w niewielkich grupach. Pojedynczy ma szerokość przeważnie do 10 cm, rzadko do 35 cm i grubość do 10 cm. Jego górna (hymenialna) powierzchnia w młodych owocnikach jest gładka, równa i matowa o barwie od żółtoczerwonej do morelowej, potem staje się czerwonobrązowa, nieco pofałdowana, pokryta brodawkami i włoskami. Są one szczeciniasto-pilśniowate, podczas wilgotnej pogody śluzowate i zlepiające się w pęczki. W starych okazach górna powierzchnia staje się naga, szorstka, popękana, bez strefowania. Brzeg w młodych owocnikach ostry, wystający i siarkowożółty, w starszych żółtobrązowy, tępy, cienki, pofalowany. Miąższ początkowo miękki, gąbczasty i soczysty o barwie od żółtawej do ochrowej, z czasem rdzawobrązowy, twardy, suchy i strefowany, w eksykatach kruchy, promieniście włóknisty. Ma grubość do 8 cm. Po uszkodzeniu szybko brązowieje. Hymenofor rurkowaty, w młodych owocnikach siarkowożółty, z wiekiem ochrowy, w końcu szaroochrowy. Są w nim jamki o średnicy 2–4 mm wydzielające wodnistą, gorzką substancję. Ma przyjemny zapach i nieco kwaskowaty smak.
Cechy mikroskopowe
Rurki o bardzo kruchych ścianach, tworzące jedną warstwę. Są bardzo długie; zwykle mają długość do 3 cm, ale czasami do 4 cm. Pory o kształcie od okrągłego do kanciastego, o średnicy 0,3 do 0,5 mm, w liczbie 2–3 na mm. W hymenium znajdują się nieliczne, brązowe, proste, krótkie, ostro zakończone, nabrzmiałe, grubościenne szczecinki o wymiarach 20–30 × 9–10 μm.
Wysyp zarodników żółtawy. Zarodniki żółtobrązowe o kształcie od szeroko elipsoidalnego do prawie kulistego, z zaostrzoną podstawą, o gładkiej powierzchni, grubościenne, z licznymi gutulami, nieamyloidalne, o wymiarach 7–10 × 6–7,5 μm.

## Występowanie i siedlisko
Jest szeroko rozprzestrzeniony w Ameryce Północnej, Europie i Azji, podano jego występowanie także w Republice Południowej Afryki i na wschodnim wybrzeżu Australii. W Polsce W. Wojewoda w 2003 r. przytacza liczne jego stanowiska, ale niektóre już historyczne. Bardziej aktualne stanowiska podaje internetowy atlas grzybów. Znajduje się na Czerwonej liście roślin i grzybów Polski. Ma status R – gatunek potencjalnie zagrożony z powodu ograniczonego zasięgu geograficznego i małych obszarów siedliskowych. Znajduje się na listach gatunków zagrożonych także w Danii, Finlandii, Norwegii, Holandii.
Grzyb nadrzewny, huba. Rozwija się na żywych i martwych drzewach liściastych. W Polsce podano jego występowanie w ogrodach, parkach, ogrodach botanicznych i przydrożnych drzewach, najczęściej na jabłoni domowej, rzadziej na innych gatunkach drzew, jak klon cukrowy, grab pospolity, jesion wyniosły, platan klonolistny.

## Znaczenie
Saprotrof i pasożyt. Atakuje drzewa poprzez rany (pasożyt ranowy) i powoduje intensywną białą zgniliznę drewna, zarówno twardzieli, jak i bieli. Jego szkodliwość jednak jest niewielka ze względu na rzadkie występowanie. Ochrona przed nim polega na zabezpieczaniu ran podczas prac pielęgnacyjnych poprzez smarowanie ich maściami z preparatami grzybobójczymi lub opryskiwanie po cięciu całych drzew fungicydami.
Grzyb niejadalny